# Elvera Britto
Elvera Britto (15 tháng 6 năm 1940 – 26 tháng 4 năm 2022) là một vận động viên khúc côn cầu trên cỏ người Ấn Độ, là đội trưởng đội khúc côn cầu nữ của Ấn Độ và đội của bang Mysore. Bà từng là đội trưởng của Mysore cho tám danh hiệu quốc gia liên tiếp từ năm 1960 đến năm 1967. Britto đã nhận được Giải thưởng Arjuna, danh hiệu thể thao cao thứ hai của Ấn Độ, vào năm 1965.
Britto từng là chủ tịch của Hiệp hội khúc côn cầu nữ bang Karnataka và tuyển chọn cho đội tuyển nữ quốc gia.

## Tiểu sử
Britto sinh ngày 15 tháng 6 năm 1940 trong một gia đình Anh-Ấn tại thị trấn Cooke, một vùng ngoại ô ở thành phố Bangalore của Ấn Độ. Bà là chị cả trong gia đình có 4 chị em gái, 3 người trong số họ sẽ tiếp tục đại diện cho đất nước với tư cách là thành viên của đội khúc côn cầu nữ quốc gia. Những ngày còn trẻ, Britto tham gia nhiều môn thể thao, bao gồm cricket, bơi lội và bóng đá. Bà học tại Trường Trung học Nữ sinh St. Francis Xavier ở Bangalore.

## Sự nghiệp
Britto bắt đầu chơi khúc côn cầu khi bà 13 tuổi và trở thành đội trưởng đội khúc côn cầu nữ của Bang Mysore. Với tư cách là đội trưởng từ năm 1960 đến năm 1967, bà đã dẫn dắt đội giành các danh hiệu quốc gia trong tám năm liên tiếp. Cùng với các chị gái của mình, Rita và Mae, chị em Britto được coi là 'bộ ba đáng gờm' trong các đội tuyển quốc gia Ấn Độ và bang Mysore. Bà đã đại diện cho Ấn Độ trong các trận đấu với Úc, Nhật Bản và Sri Lanka.
Bà trở thành vận động viên khúc côn cầu nữ thứ hai nhận Giải thưởng Arjuna của Ấn Độ vào năm 1965. Trước đó, Anne Lumsden đã giành được giải thưởng này vào năm khai mạc 1961.
Sau khi Britto nghỉ thi đấu vào những năm 1970, bà vẫn gắn bó với trò chơi với tư cách là quản trị viên, giữ chức chủ tịch Hiệp hội khúc côn cầu nữ bang Karnataka trong hai nhiệm kỳ trong hơn tám năm. Bà Latetia, mẹ của Britto là một trong những thành viên sáng lập của hiệp hội. Britto cũng từng là tuyển chọn và quản lý đội khúc côn cầu quốc gia trong hơn 12 năm. Nhắc đến những khó khăn khi thi đấu trong những năm 1960 với tư cách là một vận động viên khúc côn cầu nữ Ấn Độ, em gái của Britto là Rae nhớ lại rằng Brittos di chuyển bằng tàu hạng ba, nấu đồ ăn cho riêng họ và thậm chí tự may đồng phục trước một giải đấu. Với tư cách là một quản trị viên, trọng tâm của bà được cho là sự hồi sinh của sở thích khúc côn cầu trong các cuộc thi giữa các trường học đến sân trước cả những người chơi, xuất hiện trong chiếc xe gắn máy của bà.

## Qua đời
Britto qua đời vào ngày 26 tháng 4 năm 2022 tại Bangalore vì nhồi máu cơ tim ở tuổi 81. Bà chưa kết hôn trong suốt cuộc đời của mình.